# 土壌改良
土壌改良（どじょうかいりょう）とは、耕作に不適な土壌を改良し、圃場の地力（生産力）を増進させるために、土地に資材を投入して土壌の理化学性および生物性を改良することである。
土壌改良のための資材を土壌改良材と呼ぶ。広義には土壌の性質に変化をもたらす資材全般を指し、水はけといった物理性を改善する客土材などのほか、酸性土壌を矯正する石灰と言った肥料に分類される資材も一部含む。元来は1950年代に開発された、団粒形成を促進する高分子資材のことを狭義に指したが、現在は意味合いが広がっている。1984年には地力増進法によって政令指定土壌改良資材が定められるようになり、1996年改正の同施行令では12品目が政令指定されている。

## 土の3相
土の3相（固相・液相・気相）の比率が4:3:3程度となっている土が、一般的に作物の栽培に適した土とされている。
- 固相: 土の粒子などの固形成分（孔隙以外の部分）
- 液相: 土中水分
- 気相: 土中の空気部分

## 土の団粒構造
粘土や砂などの粒子、有機物由来の腐植などが集まって固まったものを団粒と呼ぶ。団粒によって構成される土壌は、団粒の内外に適度な毛管・非毛管の孔隙が存在し、排水性と保水性を兼ね備える（団粒構造）。これに対して団粒化が進んでおらず粒子がバラバラの状態（単粒構造）は、一般に構造が緻密になりやすく、粒子の細かい粘土であれば目詰まりを起こして水はけが悪くなったり、粒子の粗い砂であれば保水性に欠けるなど、作物の栽培に不都合を生じる。
団粒は、乾いた土地では硬い粒状に表れ、湿った土地では軟らかい塊状に表れる。
粘土や腐植に由来する団粒は、マイナス電荷を帯びており、アンモニアやカリウム、カルシウム、マグネシウムなどの陽イオンを吸着し貯蔵する能力（陽イオン交換容量）を持つ。そのため一般に肥もちが良い。

## 土壌微生物
豊富な有機物を含み、適切に管理された土壌中には様々な種類の微生物が生存し、お互いに影響を及ぼしあいながらバランスを保っている。この微生物バランスが崩れ、作物に害を与える細菌などの微生物が著しく増加すると、土壌病害を起こす。

## 土壌改良の方法

### 排水性の改善
粘質土の土壌は一般的に水はけが悪く、排水性を改善するために砂を投入するなどの土壌改良が行われることがある。

### 保水性の改善
砂質土において水持ちが悪い場合は保水力の改善のための土壌改良が行われることがある。粘質土の投入、ピートモスなどの保水性向上資材などの投入が行われる。

### 団粒化の促進
土の団粒化は微生物の働きによって生成された物質により粒子がまとまることにより進行する。このため有機物を適切に投入し、水分を微生物の活動が活発になるよう保持することで団粒化が促進される。一方で微生物によらずに土壌を団粒化する目的で高分子系土壌改良材が用いられることもある。

## 土壌改良材
土壌改良材、土壌改良資材とは、土壌に施用することで土壌に物理的、化学的、生物的変化をもたらし、農産物等に適する変化をもたらすことを目的として土地に施される物であると、地力増進法などに定められている。また政府に認められた改良資材を政令指定土壌改良資材という。
- 有機質系：動植物の遺体が主成分である。
  - 泥炭 - 有機物中の腐植酸の含有率が70パーセント未満の場合は土壌の膨軟化、保水性の改善、有機物中の腐植酸の含有率が70パーセント以上の場合は保肥力の改善[9]
  - バーク堆肥 - 土壌の膨軟化[9]
  - 腐葉土
  - 家畜糞尿
  - 木炭
  - もみがら
- 無機質系：鉱物を粉末に又は高温処理し多孔質にしたもの等。
  - パーライト
  - バーミキュライト
  - ゼオライト（粘土鉱物）
  - ベントナイト
  - けいそう土焼成粒
- 高分子系：分子数の多い化学物質が主成分である。
  - ポリエチレンイミン系
  - ポリビニルアルコール系